# Pauline Gedge
Pauline Gedge (Auckland, 11 dicembre 1945) è una scrittrice canadese. È nota per aver scritto numerosi romanzi, molti dei quali ambientati nell'antico Egitto; di questi, solo uno è stato tradotto in Italia.

## Biografia
Nata ad Auckland, in Nuova Zelanda, Pauline Gedge ha trascorso parte della sua infanzia a Oxfordshire, in Inghilterra, prima che la sua famiglia si spostasse in Canada, prima a Manitoba (dove ha studiato all'università locale) e poi ad Alberta nel 1966.
In seguito, dopo aver provato invano a scrivere un romanzo ambientato in epoca contemporanea, Pauline cambiò argomento divergendo sull'antico Egitto: alla fine riuscì a pubblicare il suo primo romanzo, Child of the Morning (La figlia del mattino, unico suo romanzo edito in Italia), narrante la vita di Hatshepsut, faraone donna d'Egitto; scritto in sei settimane, il romanzo fu pubblicato nel 1977 e poco dopo vinse la selezione degli scrittori esordienti di Alberta.
Pauline ha avuto un ex-marito, Bernie Ramanauskas, che la aiutava nella ricerca storica per i suoi romanzi. Ha inoltre due figli, Simon e Roger.